# With Bells on
With Bells on, skriven av Dolly Parton, är i original en julsång, skriven av Dolly Parton och framförd av henne själv på julalbumet "Once Upon a Christmas" 1984.
Med text på svenska av Ola Ekh som "När som klockar klingar" har den bland annat spelats in av Stig Lorentz på albumet 30-årsjubileum 1985  samt av  Lasse Stefanz på albumet Nere på Söder 1987 .
Den har även på svenska spelats in som julsång, då vid namn "Jag vill hem till julen" med text av Karin Stigmark och inspelad av Kikki Danielsson på julalbumet "Min barndoms jular" 1987 . Lasse Stefanz spelade även in låten, som "Jag vill hem till julen", 2001 på albumet I tomteverkstan .

### Fotnoter
1. ↑  ”Information på Svensk mediedatabas”. http://smdb.kb.se/catalog/id/001890488.
2. ↑  ”Information på Svensk mediedatabas”. https://smdb.kb.se/catalog/id/001529296.
3. ↑  ”Information på Svensk mediedatabas”. http://smdb.kb.se/catalog/id/001548791.
4. ↑  ”Information på Svensk mediedatabas”. http://smdb.kb.se/catalog/id/001548053.